# Локалита Торе ди Каморо (Перуђа)
Локалита Торе ди Каморо је насеље у Италији у округу Перуђа, региону Умбрија.
Према процени из 2011. у насељу је живело 15 становника. Насеље се налази на надморској висини од 844 м.